# Nesseby
Nesseby —Unjárga en sami septentrional) y  Uuniemi en Kven— es un municipio en el condado de Finnmark, Noruega. Su centro administrativo se encuentra en Varangerbotn. Otras villas en Nesseby son Gandvik, Karlebotn, Nesseby, y Nyelv. Las autopistas europeas E06 y E75 se cruzan en Varangerbotn, en Nesseby. Tiene una población de 934 habitantes según el censo de 2015. Parte del municipio integra el parque nacional de Varangerhalvøya.